# Trouble (album)
„Trouble” este albumul de debut al cantautoarei americane Bonnie McKee, lansat în septembrie 2004. Piesele au fost scrise atunci când ea a avut vârstă de 14-15 ani, și de a reflecta evenimentele din viața ei în acelas timp. McKee a produs șase dintre aceste forme demo în 2001, și au fost difuzate pe posturile de radio din Seattle, precum și rețeaua de National Public Radio.
McKee a terminat, în esență, albumul în New York City, cu Bob Power în calitate de producător, atunci când Reprise a rugat-o să înregistreze "Somebody" cu Rob Cavallo în California. Multumită de sunet mai stratificat, ea a decis să re-inregistreze toate piesele, in afara de "January" și "I Hold Her". Aceasta a întârziat lansarea albumului cu un an.

## Lista pieselor
| Nr.             | Titlu                           | Autor(i)                                                | Lungime |  |
| 1.              | „Trouble”                       | Bonnie McKee, Adam Niall Breslin                        | 4:05    |  |
| 2.              | „When It All Comes Down”        | McKee                                                   | 4:08    |  |
| 3.              | „Open Your Eyes”                | McKee, John Wetton, Geoff Downes                        | 5:04    |  |
| 4.              | „Somebody”                      | McKee, Robert Orrall, Al Anderson                       | 4:12    |  |
| 5.              | „A Voice That Carries”          | McKee                                                   | 4:48    |  |
| 6.              | „Honey”                         | Mckee, Seymour Simons, Haven Gillespie, Richard Whiting | 4:45    |  |
| 7.              | „Green Grass”                   | McKee                                                   | 4:22    |  |
| 8.              | „January”                       | McKee, David Paton                                      | 4:10    |  |
| 9.              | „Marble Steps”                  | McKee                                                   | 4:30    |  |
| 10.             | „Sensitive Subject Matter”      | McKee                                                   | 4:05    |  |
| 11.             | „I Hold Her”                    | McKee, Lou Reed                                         | 3:12    |  |
| 12.             | „Confessions of a Teenage Girl” | McKee                                                   | 3:00    |  |
| Lungime totală: | Lungime totală:                 | Lungime totală:                                         | 50:23   |  |